# Пеленківщина (заказник)
Пеленківщина — гідрологічний заказник місцевого значення. Розташований у межах Зіньківської міської громади Полтавського району Полтавської області, біля села Пеленківщина. 
Площа природоохоронної території - 54,8 га. Статус надано 27.10.1994 року, перебуває у користуванні Зіньківської міської громади. 
Охороняється ділянка водно-болотних угідь на заплаві р. Ташань з типовим рослинним покривом та тваринним світом. Місце мешкання та розмноження навколоводної фауни. У заказнику виявлено 3 рідкісних види рослин та 19 рідкісних видів тварин. Виконує роль стабілізатора мікроклімату, регулятора грунтових вод та водного режиму річки. 